# Samuel Joseph Fuenn
Samuel Joseph Fuenn (hébreu : שמואל יוסף פִין), également surnommé Rash"i Finn ou Reshi"f, est un érudit du judaïsme lituanien du XIXe siècle (Vilnius, septembre 1819 - 11 janvier 1891).

## Biographie
Né à Vilnius dans l'Empire russe il reçoit une éducation talmudique traditionnelle, marquée par l'école de pensée des Mitnagdim (disciples du Gaon de Vilna). À quatorze ans, il entre à la yechiva locale, étudiant en outre la Bible hébraïque à titre privé. Des amis acquis aux idées de la Haskala (équivalent juif du mouvement des Lumières) lui font découvrir le Te'ouda leIsraël d'Isaac Bär Levinsohn et d'autres œuvres de la Haskala en hébreu. Il acquiert dès lors également des connaissances générales étendues dans les sciences profanes, ayant appris l'allemand grâce au Biour de Moses Mendelssohn. Sa propension à la Haskala, dont il sera l'un des principaux représentants auprès des Juifs lituaniens, lui vaut un certain opprobre parmi les traditionalistes. Il épouse une femme issue d'une famille de Hassidim, qui meurt après quelques années.
En 1848, le gouvernement le nomme professeur d'hébreu et d'histoire juive à l'école rabbinique qui venait d'être créée à Vilnius. Fuenn occupe ce poste avec grande compétence jusqu'à sa démission en 1856. Le gouvernement le nomme alors surintendant des écoles publiques juives dans le district de Vilnius, où il introduit l'enseignement des sciences profanes et des langues modernes. Il prend également une part active à l'administration de la ville et à ses institutions de bienfaisance, siégeant pendant de nombreuses années au conseil municipal. En reconnaissance de ses services le gouvernement lui décernera deux médailles.
De 1860 à 1881, Fuenn dirige le périodique Ha-Karmel (d'abord hebdomadaire, puis mensuel à partir de 1871), consacré à la littérature hébraïque et à la vie juive, avec suppléments en allemand et en russe. Ce magazine contenait de nombreux articles scientifiques, écrits par les principales figures de la science du judaïsme en Europe, outre les nombreuses contributions de Fuenn lui-même.

## Œuvre
S. J. Fuenn a produit une œuvre féconde, principalement consacrée à l'histoire et à la littérature juives, mais aussi aux fictions littéraires. Il a également réalisé de nombreuses traductions en hébreu, afin de populariser la langue parmi les Juifs d'Europe de l'Est. Parmi ses œuvres : 
- Imre Shefer, deux conférences (l'une due à l'auteur, l'autre traduite de l'allemand), Vilnius, 1841
- Pirhe Tzafon, (en collaboration avec L. Hurwitz) revue d'histoire, de littérature et d'exégèse, 2 vol., ibid. 1841-44
- Shenot Dor we-Dor, une chronologie de l'histoire biblique, Kœnigsberg, 1847
- Nidhe Yisrael, une histoire des Juifs et de la littérature juive depuis la destruction du Temple jusqu'à 1170, Vilnius, 1850
- Qiryah Ne'emanah, une histoire des Juifs de Vilnius, ibid. 1860
- Dibre ha-Yamim li-Bene Yisrael, une histoire des Juifs et de leur littérature, en deux volumes (le premier portant sur la période s'étendant du bannissement de Joaquin jusqu'à la mort d'Alexandre le Grand, le second depuis la mort d'Alexandre jusqu'à l'installation de Simon comme grand prêtre et prince), ibid. 1871-77
- Sofre Yisrael, lettres choisies de stylistes hébraïques depuis Hasdai ibn Shaprut (915-970) jusqu'à l'époque moderne, ibid. 1871
- Bustanai, une romance autour de Bostanaï, exilarque de l'époque des Gueonim qui eut deux concubines, une juive et une persane, traduit de l'allemand, ibid. 1872
- Ma'amar 'al ha-Hashgaḥah, une traduction en hébreu de Die Sache Gottes de Moses Mendelssohn, ibid. 1872
- Ha-Ḥilluf, une adaptation en hébreu de Graf und Jude de Lehmann, ibid. 1873
- Ḥuḳḳe 'Abodat ha-Ẓaba, les lois russes relatives à la conscription, ibid. 1874
- Ya'aḳob Tirado, traduction en hébreu d'un roman allemand de Philippson, ibid. 1874
- Ha-Tefillin, un récit qui se passe dans un village hongrois, traduit de l'allemand en hébreu, ibid. 1874
- Le-Toledot R. Sa'adyah Gaon, matériaux pour la biographie de Saadia, publié à Ha-Karmel (vol. II., 1871)
- Hakhme Yisrael bi-Krim we-Gedole Yisrael be-Ṭurqiya, biographies d'érudits du judaïsme en Crimée et en Turquie aux XIVe et XVe siècles, publiées dans Ha-Karmel (1861)
- Safah le-Ne'emanim, un essai sur la valeur et l'importance de l'hébreu et de la littérature pour le développement de la culture parmi les Juifs de Russie, Vilnius, 1881
- Hayeroushshah, adaptation hébraïque du Die Erbschaft de Honigmann, ib. 1884
- Ha-Otzar, un dictionnaire d'hébreu et de chaldéen avec équivalents en russe et en allemand pour les mots de la Bible, de la Mishna, et du Midrash, vol. i. (from א to ו), Varsovie, 1884
- Kenesset Yisrael, lexique biographique d'érudits du judaïsme et d'autres figures importantes, arrangé par ordre alphabétique, vol. i. (from א to ו), ib. 1886-90.
- Ḥakme Yisrael bi-Krim we-Gedole Yisrael be-Ṭurḳiya, biographies d'érudits juifs en Crimée et en Turquie aux 14e et 15e siècles, publiées à Ha-Carmel (1861)
- Safah le-Ne'emanim, essai sur la valeur et l'importance de la langue et de la littérature hébraïques dans le développement de la culture parmi les Juifs de Russie, Vilnius, 1881
- Ha-Yerushshah, adaptation en hébreu de Die Erbschaft de Honigmann, ib. 1884
- Ha-Oẓar, dictionnaire hébreu et chaldéen donnant les équivalents en russe et en allemand pour les paroles de la Bible, de la Mishnah et des Midrashim, vol. I. (de א à ו), Varsovie, 1884
- Keneset Yisrael, lexique biographique d'érudits juifs et d'autres personnalités éminentes par ordre alphabétique, vol. I. (de א à ו), ibid. 1886-90.

### Sources
- Cet article contient des extraits de l'article « FUENN, SAMUEL JOSEPH » par Herman Rosenthal & Isaac Broydé de la Jewish Encyclopedia de 1901–1906 dont le contenu se trouve dans le domaine public.

- (he) Cet article est partiellement ou en totalité issu de l’article de Wikipédia en hébreu intitulé « שמואל יוסף פין » (voir la liste des auteurs).